# Baffle (sous-marin)
Pour les articles homonymes, voir Baffle.

Schéma du baffle d'un sous-marin, montrant l'arc directionnel où le sonar est inefficace.

Le baffle est le « cône de silence » qui s'étend à l'arrière de la plupart des sous-marins dans lequel les sonars — montés sur la coque — sont perturbés par les bruits de la propulsion du bâtiment, turbines, hélice et autres équipements mécaniques.
Pendant la guerre froide, les sous-marins tentaient souvent de suivre un sous-marin ennemi en restant dans son baffle. Cette pratique a conduit au développement de manœuvres destinées à « nettoyer les baffles » pour détecter d'éventuels poursuivants. Ces manœuvres pouvaient consister à effectuer une abattée d'écoute : afin de s'assurer qu'il n'est pas suivi, le sous-marin effectue à intervalles irréguliers un changement de cap d'au moins 60 degrés durant lequel il explore son ancien secteur arrière et se positionne pour attaquer des poursuivants. Utilisée surtout par les Soviétiques, cette manœuvre est surnommée « Ivan le Fou » par les sous-mariniers de l'US Navy. Une autre manœuvre, surnommée « Angles and Dangles », met en place un processus de changements rapides de direction et de vitesse pendant une durée de cinq heures afin de s'assurer que le sous-marin n'émettait pas de bruit. Les manœuvres destinées à nettoyer les baffles menées par les sous-marins soviétiques de classe Yankee sont alors surnommées « Yankee Doodles » par les Américains.
Se cacher dans les baffles d'un sous-marin est dangereux en raison du risque de collision. Ces tactiques tombent en désuétude avec le développement des flûtes sonar, qui suppriment les angles morts des baffles. 

## Contexte et étymologie
Les antennes sonar étant très sensibles aux bruits sous-marins, elles doivent être protégées des bruits émis par la machinerie du bâtiment sur lequel le sonar est installé. Autrement, le bruit du bâtiment viendrait parasiter ou même masquer les autres cibles sonar. Afin de réduire le bruit, des matériaux insonorisants sont placés entre le sonar et le reste du bâtiment. Cela rend le sonar beaucoup plus efficace, mais provoque une zone aveugle où ces matériaux sont installés : comme la plupart des sonars de coque sont situés à l'avant des sous-marins, la zone aveugle qui en résulte est située directement derrière le bâtiment.
Le terme anglais « baffles » est probablement dérivé d'une définition moins utilisée du mot lui-même, celle d'une « partition qui empêche les interférences entre les ondes sonores dans un haut-parleur. ». Dans le cas de son utilisation dans la terminologie concernant les sous-marins, la définition peut être étendue et modifiée légèrement en « une zone située derrière le sous-marin qui, en raison de la cavitation et du sillage laissé par le système de propulsion, entrave la capacité des systèmes sonar embarqués d'établir avec précision si quelque chose se trouve derrière le sous-marin. »

## Moyens de résolution

### Manœuvres régulières
Un sous-marin suivant un autre sous-marin peut profiter des baffles pour le suivre à une distance proche sans être détecté. Périodiquement, un sous-marin réalisera une manœuvre destinée à « nettoyer les baffles », au cours de laquelle il tournera à droite ou à gauche de manière suffisante pour pouvoir écouter avec son sonar la zone qui auparavant était masquée par les baffles. 
Les procédures requéraient qu'un sous-marin nettoie les baffles à intervalles irréguliers et dans des directions différentes afin qu'un sous-marin lancé à sa poursuite ne puisse prédire quand et comment la prochaine manœuvre de nettoyage des baffles serait réalisée. Quand un sous-marin nettoie ses baffles, le poursuiveur doit prendre des mesures afin d'éviter la détection, ou pire, une collision avec le sous-marin situé devant lui.
Dans certains cas, le commandant du sous-marin pouvait décider de nettoyer les baffles en exécutant une ou plusieurs séries de changements rapides de direction, tout en se plaçant dans une position favorable pour attaquer son poursuivant. De telles manœuvres étaient couramment utilisées par les sous-marins de la Marine soviétique pendant la guerre froide, davantage que dans les Marines occidentales, et la manœuvre sera surnommée « Ivan le fou ». Le « fou » faisant référence à la dangerosité d'une telle manœuvre pour les deux sous-marins, le premier risque étant un risque de détection pour le sous-marin poursuivant, la détection pouvait être évitée en arrêtant les systèmes de propulsion et en faisant un silence maximum ; le second risque étant un risque de collision, pris par son élan le poursuivant pouvait entrer en collision avec le sous-marin situé droit devant, ce dernier ayant ralenti avant de procéder à son changement de direction.

### «Angles and Dangles»
Bien qu'il ne s'agisse pas spécifiquement d'une manœuvre destinée à nettoyer les baffles, l'exercice connu sous le nom d'« Angles and Dangles » (une série de huit manœuvres aléatoires, alternant virages serrés et changements de profondeur) était prévu pour éliminer les bruits non-désirés qui pourraient être émis lors d'une manœuvre de nettoyage des baffles. L'exercice est exécuté en début de mission, afin de déterminer si des objets non-attachés à bord du sous-marin sont bien gréés pour la mer ; des objets non-attachés peuvent tomber ou changer de position pendant les manœuvres brusques réalisées pour nettoyer les baffles, et faire du bruit qui pourrait être détecté par le sous-marin adverse.

### Utilisation de flûtes sonar
La plupart des navires et des sous-marins modernes possèdent une flûte sonar : un sonar attaché à un long câble tiré derrière le bâtiment. Ces sonars peuvent détecter des sons dans la zone située derrière les baffles, supprimant la nécessité de recourir aux manœuvres décrites. L'une des raisons à cela est que les flûtes sonar ont typiquement une fréquence de réponse différente de celle des sonars de coque. Les flûtes sonar ont un capteur en forme de cône et, par conséquent, ont une très mauvaise directivité dans la zone « end-fire » de l'antenne.

### Sources et bibliographie
- (en) Craig W. Reed et William Reed, Crazy Ivan : Based on a True Story of Submarine Espionage, New York, Writers Showcase, 2003, 201 p. (ISBN 0-595-26506-5 et 978-0-595-00613-7, OCLC 47785235, lire en ligne)